# Млечный путь (фильм, 2016)
«Мле́чный путь» — российский комедийно-мелодраматический художественный фильм режиссёра Анны Матисон.
Премьера картины в России состоялась 1 января 2016 года. Премьера в мире состоялась 31 октября 2016 года.

## Сюжет
Супруги Андрей и Надежда испытывают семейные трудности. В конце концов они решают, что стоит развестись, хотя оформить развод всё никак не соберутся. Андрей уезжает в Москву, а Надежда с двумя детьми Елизаветой и Дмитрием остаётся в Иркутске. Но в канун Нового года семья решает собраться вместе на берегу Байкала и встретить там праздник. Здесь и начинаются чудеса. Сначала таинственно пропадает Андрей, затем и Надежда. Когда они, наконец, находят друг друга — обнаруживается пропажа Дмитрия.

## В ролях
- Сергей Безруков — Андрей Михайлович Кайгородов, муж Надежды Анатольевны
- Марина Александрова — Надежда Анатольевна Кайгородова (Кононова), жена Андрея Михайловича
- Анастасия Безрукова — Лиза Кайгородова, дочь Андрея и Нади
- Пётр Терещенко — Митя Кайгородов, сын Андрея и Нади
- Владимир Войтюк — Дима, сын Гиги и Марины
- Коте Толордава — Гига, таксист
- Кристина Бабушкина — Марина, жена Гиги
- Максим Керин — сотрудник ГАИ
- Татьяна Веденеева — мать Нади
- Юрий Кузнецов — Михаил, отец Андрея Кайгородова
- Людмила Гаврилова — мать Андрея Кайгородова
- Виктория Лукина — сестра Андрея Кайгородова
- Бэлик Дамбаев — Коля
- Сергей Соцердотский — Саня
- Владимир Меньшов — местный житель
- Валентин Гафт — шаман
- Денис Мацуев — камео
- Дмитрий Соколов — Карл Маркс

## Съёмочная группа
- Режиссёр-постановщик: Анна Матисон
- Звукорежиссёры: Владимир Литровник, Виктор Тимшин и Никита Кобелев
- Исполнительные продюсеры: Мария Карнеева, Александра Шахназарова
- Линейный продюсер: Наталия Лаврова
- Линейный продюсер (ИРК): Павел Бицура
- Авторы сценария: Анна Матисон, Тимур Эзугбая
- Продюсер: Алексей Кублицкий
- Композитор: Максим Сергеев
- Подбор голосов: Михаил Лукашов
- Оператор-постановщик: Максим Шинкоренко
- Художники-постановщики: Сергей Онипенко, Сергей Воробьёв
- Фотограф-фотошоп: Сергей Онипенко
- Художники по гриму: Марина Дедова, Илона Левитская
- Художник по костюмам: Северина Недельчук
- Второй режиссёр по планированию: Анжела Мамаева
- Второй режиссёр площадка: Елена Шилова
- Режиссёры монтажа: Иван Лисичкин, Вадим Красницкий
- Супервайзер компьютерной графики: Александр Кравченко
- Колористы: Андрей Меснянкин и Максим Малявин
- Пиротехник: Андрей Березкин
- Кастинг-директор: Наталья Красильникова
- Директора́: Анатолий Никонов, Ирина Бабаян
- Музыкальный редактор: Мария Зинченко

## Критика
Критика фильма коснулась нелепо составленного сюжета, разваливающегося на части и хватающегося то за одну, то за другую сюжетную идею, но всё равно топчущегося на месте. Также фильм оказался не совсем завершённым, так как ожидаемого в развязке фильма примирения героев так и не показали. Среди плюсов фильма были отмечены шутки, душевные и неожиданные сцены, операторская работа и красота пейзажей.